# Otto Ludwig Lange

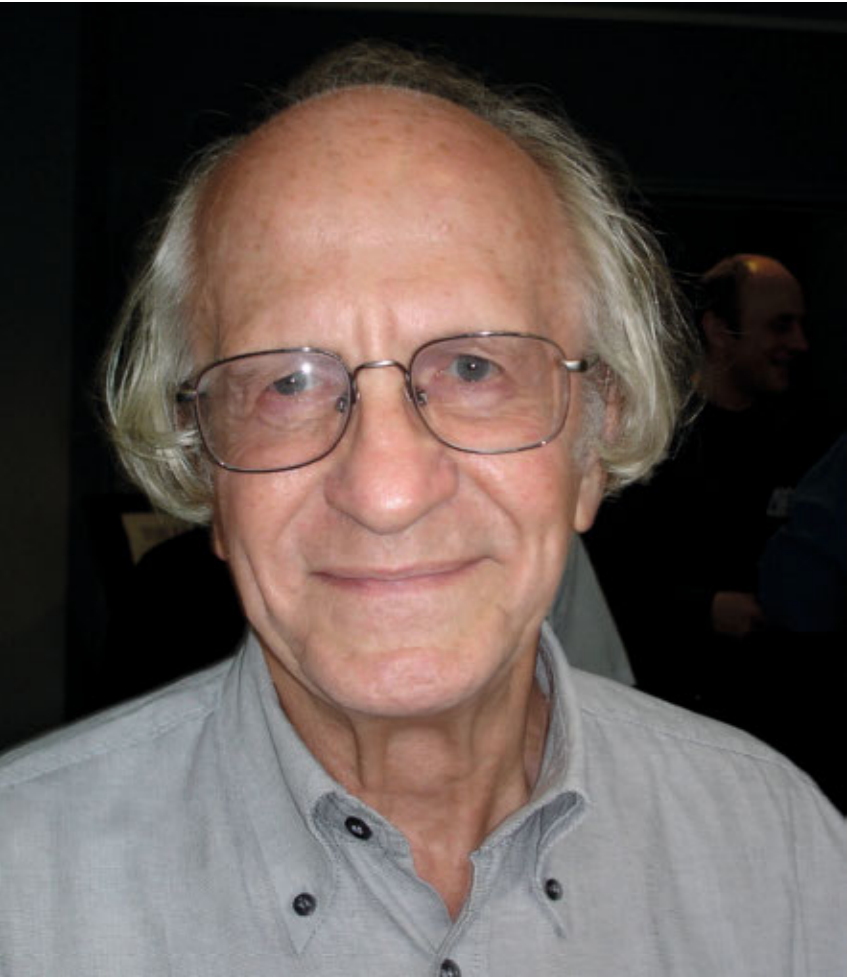
Otto Ludwig Lange, 2004

Otto Ludwig Lange (* 21. August 1927 in Dortmund; † 14. August 2017 in Würzburg) war ein deutscher Biologe und Botaniker. Der Schwerpunkt seiner wissenschaftlichen Arbeit lag auf dem Gebiet der Ökophysiologie von Wild- und Kulturpflanzen sowie der Flechten (Lichenes). Sein offizielles botanisches Autorenkürzel lautet „O.L.Lange“.

## Leben
Otto L. Lange studierte Biologie, Chemie und Physik an den Universitäten Freiburg und Göttingen. An letzterer folgten 1952 das Staatsexamen für das Lehramt an Höheren Schulen sowie die Promotion und 1959 die Habilitation im Fach Botanik. 1961 bis 1963 war er Wissenschaftlicher Rat an der TU Darmstadt. Von 1963 bis 1967 hatte er den Lehrstuhl für Forstliche Botanik und Technische Mykologie an der Universität Göttingen inne und war für den dortigen Forstbotanischen Garten verantwortlich. Von 1967 an war Otto Ludwig Lange Professor für Botanik an der Universität Würzburg, er lehnte Rufe nach Grenoble, Stuttgart-Hohenheim, Tübingen und Göttingen ab und wurde 1992 emeritiert. In Würzburg leitete er auch den Botanischen Garten und betreute dessen Neueinrichtung nach Verlegung aus der Stadtmitte.
Er war mit der Biologin Rose, geb. Wilhelm, verheiratet, sie haben zwei Töchter. Lange starb im August 2017 wenige Tage vor seinem 90. Geburtstag in Würzburg.

## Wirken

### Lehrtätigkeit
An den Universitäten Göttingen, Darmstadt und Würzburg lehrte Lange Allgemeine Botanik, Forstbotanik, Forstgenetik, Pflanzensystematik, Allgemeine Ökologie, Ökophysiologie, Vegetationskunde und Pflanzensoziologie. Er führte Bestimmungsübungen für Höhere Pflanzen, Moose, Pilze und Flechten durch, experimentelle Praktika und Exkursionen. Er lehrte als Gastwissenschaftler an Universitäten in den Vereinigten Staaten, in Australien und in China.

### Forschungsarbeiten
Die ökologisch-botanische Forschung von Lange hatte zum Ziel, das Verhalten und die Reaktionen von Wild- und Kulturpflanzen, sowie von Flechten an ihren Freilandstandorten im Wechselspiel mit ihrer Umwelt quantitativ zu erfassen. Existenzmöglichkeit, Verbreitung und Produktivität als Folge ihrer morphologischen Eigenschaften und ihrer physiologischen Funktionen sollten analysiert und kausal interpretiert werden. Wasserhaushalt und photosynthetischer Kohlenstoffgewinn lagen im Zentrum des Interesses. Für derartige ökophysiologische Untersuchungen war ein ständiger Wechsel zwischen Messungen und Experimenten im Gelände und Arbeiten unter kontrollierten Bedingungen im Laboratorium, beispielsweise in Klimakammern, charakteristisch. Pflanzen und Flechten extremer Wuchsgebiete, bei denen sich Anpassungen etwa an Trockenheit, Kälte oder Hitze besonders deutlich zeigen, waren von der Antarktis bis zum tropischen Regenwald in Panama Schwerpunkt der Forschungen von Lange. Seine Untersuchungen waren einerseits Grundlagenforschung; andererseits standen angewandte Gesichtspunkte im Vordergrund, wie bei Bewässerungskulturen in Wüstengebieten (z. B. in der Negev-Wüste in Israel), bei Arbeiten über Waldschädigungen durch Luftschadstoffe oder bei Analyse „Biologischer Bodenkrusten“ als Erosionsschutz arider Gebiete.
Exakte ökophysiologische Stoffwechselmessungen an Pflanzen unter Freilandbedingungen bedürfen einer besonders ausgelegten Messmethodik. Lange bemühte sich um deren Konstruktion. Es wurden bewegliche Feldlaboratorien zur kontinuierlichen Erfassung von Photosynthese und Transpiration der Pflanzen aufgebaut. In Kooperation mit Spezialfirmen und -werkstätten wurden spezielle Instrumente, z. B. klimatisierte Küvetten und „Porometer“ zur Ermittlung von Gaswechsel und Diffusionswiderständen der Pflanzen entwickelt.
Lange hat nahezu 400 wissenschaftliche Artikel publiziert. Er ist der Erstbeschreiber der Flechtenart Gonohymenia mauritanica LANGE 1958 syn. Lichinella mauritanica (LANGE) MOENO et EGEA.

### Wissenschafts-Organisation
Otto L. Lange wirkte als Herausgeber und Mitherausgeber botanischer Zeitschriften (Photosynthetica, Oecologia, Flora, Biochemie und Physiologie der Pflanzen, Trees, Botanica Acta), Buchserien (Ecological Studies, Man and the Biosphere) und Fachbüchern (z. B. 4 Bände der Encyclopedia of Plant Physiology:  Physiological Plant Ecology, Springer-Verlag 1981–1983).
Er war u. a. in folgenden wissenschaftlichen Gremien tätig:
- 1976–1981: „Kuratorium der Akademie für Naturschutz und Landschaftspflege“, München/Laufen
- 1981–1988: Begründer und Sprecher der Würzburger DFG-Forschergruppe „Ökophysiologie“
- 1982–1989:     Gründungs- und Beiratsmitglied der „Bayerischen Forschungsgruppe Forsttoxikologie“ des Bayerischen Staatsministerium für Unterricht und Kultus
- 1987–1990: Chairman des „Arid Ecosystems Research Center“ of the Hebrew University Jerusalem (Israel)
- 1989–1991: Sprecher des DFG-Sonderforschungsbereiches 251 der Universität Würzburg „Ökologie, Physiologie und Biochemie pflanzlicher Leistung unter Stress“

## Ehrungen und Auszeichnungen
- 1949: Silberne Ehrennadel der Universität Göttingen „Für hervorragende sportliche Leistungen und Verdienste um den Hochschulsport“ (als aktiver Geräteturner)
- 1967: Das United States Board on Geographical Names benennt einen 2.435 m hohen Berg in der Admiralty Range, Süd-Victorialand, Antarktis, als „Lange Peak“ in Anerkennung der Forschungen zur Flechten-Ökologie an der amerikanischen Hallet Station, Süd Victorialand
- 1972: Mitglied der Deutschen Akademie der Naturforscher Leopoldina[2]
- 1974: Antarctic Service Medal der Regierung der Vereinigten Staaten von Amerika
- 1978: Mitglied der Akademie der Wissenschaften zu Göttingen
- 1978: Mitglied der Bayerischen Akademie der Wissenschaften[3]
- 1984: Bundesverdienstkreuz I. Klasse des Verdienstordens der Bundesrepublik Deutschland
- 1986: Gottfried-Wilhelm-Leibniz-Preis zusammen mit Ulrich Heber[4],
- 1988: Balzan-Preis für „angewandte Botanik einschließlich Ökologie“ (applied botany including ecology) gemeinsam mit Michael Evenari, Hebrew University Jerusalem, übergeben durch den italienischen Präsidenten, Francesco Cossiga, in Rom[5]
- 1988: Ehrenmitglied der Regensburgischen Botanischen Gesellschaft
- 1989: Mitglied der Academia Europaea, London
- 1990: Adalbert-Seifriz-Preis für Technologietransfer (Stuttgart), gemeinsam mit Elektromeister Heinz Walz, Effeltrich
- 1991: Academia Scientiarum et Artium Europaea, Salzburg, Österreich
- 1991: Bayerischer Maximiliansorden für Wissenschaft und Kunst
- 1991: Ehrenmitglied der British Lichen Society
- 1992: Ehrenmitglied der Gesellschaft für Mykologie und Lichenology
- 1992: Acharius-Medaille der International Association for Lichenology[6]
- 1993: Ehrenmitglied der Gesellschaft für Ökologie
- 1994: Foreign honorary member der American Academy of Arts and Sciences, Boston, USA
- 1995: Ehrendoktor der Fakultät für Biologie, Chemie und Erdwissenschaften der Universität Bayreuth
- 1996: Ehrendoktor der Technischen Universität Lissabon
- 2001: Ehrendoktor der Technischen Universität Darmstadt
- 2002: Ehrenmitglied der Deutschen Botanischen Gesellschaft[7]
- 2007: Eminent Ecologist Award der Ecological Society of America
- 2012: Fellow der Ecological Society of America
- 2014: Medaille „Bene Merenti in Gold“, in Anerkennung seiner großen Verdienste um die Universität Würzburg
- 2015: Cothenius-Medaille der Leopoldina, für sein herausragendes botanisches Lebenswerk

## Namensgeber
Nach Otto Ludwig Lange wurden die Flechtenarten Peltula langei BÜDEL und ELIX 1997, Hubbsia langei FOLLMANN 1997 und Jackelixia ottolangei S.Y.KONDR., KÄRNEFELT und V.WIRTH 2010 benannt.